# 12931 Mario
12931 Mario è un asteroide della fascia principale. Scoperto nel 1999, presenta un'orbita caratterizzata da un semiasse maggiore pari a 2,7135077 UA e da un'eccentricità di 0,0063124, inclinata di 3,38181° rispetto all'eclittica.
L'asteroide è dedicato a Mario Sposetti, padre dello scopritore.